# Lyon Futsal Moulin à Vent
Maillots
Le Lyon Moulin à Vent est un club français de futsal basé à Lyon et fondé en 2002.

## Histoire

### Débuts et montée en national (2002-2016)
L'Étoile Moulin à Vent  est créé à Lyon en 2002 et est l'un des premiers clubs de futsal du département du Rhône. Il tient son nom du quartier nommé Moulin à Vent, situé à cheval sur le 8e arrondissement de Lyon et Vénissieux. Durant les premières années, le club est exclusivement consacré à la catégorie senior et est sacré champion du Rhône en 2003 et 2005.
En 2007, alors en tête de son championnat départemental, l’Étoile du Moulin à Vent connaît sa première participation au nouveau challenge nationale de futsal. En mai 2009, le club est renommé Lyon Futsal Moulin à Vent. En 2010, le club est renommé Rhône Futsal Espoir, avec pour vocation de développer la formation des jeunes dans la région[réf. nécessaire]. L'équipe se maintient durant quatre ans et fait partie des participants au premier Championnat de France.
Jouant encore le maintien en février 2012, le RFE est finalement relégué au niveau régional en fin de Championnat de France 2011-2012.
De retour en championnat de la Ligue Rhône-Alpes de football, nommé Ligue honneur, le RFE joue les premiers rôles. En 2013, le club s’engage dans une politique de développement du futsal pour les jeunes en créant son académie. En mai 2013, l'équipe remporte la phase finale du tournoi régional de futsal, contre Andrézieux ASF en finale (2-0). Remonté en championnat de France D2 en 2013, le club y reste trois années consécutives avant d'être relégué au niveau régional.

### Retour en championnat local (depuis 2016)
Le club reprend ensuite son nom de Lyon Moulin à Vent Futsal. En février 2017, Lyon Moulin à Vent concède sa dixième défaite de la saison en douze journées, sur le parquet de Vie & Partage (2-1). Le club du président Sofiene Bentoumi est alors dixième du championnat régional. Il échoue aussi en finale de la Coupe du Rhône 2017 sur le score de 8 à 3 (3-2 mi temps) face aux champions de DH, l'AS Minguettes Vénissieux.
En 2018, le club est relégué au niveau départemental. Pour la saison 2022-2023, le club n'engage pas d'équipe senior mais par contre deux équipes U18 et trois équipes U15.

## Palmarès

### Titres et trophées
Au terme des saisons 2002-2003 et 2004-2005, l'Étoile du Moulin à Vent remporte deux des trois premières éditions du Championnat du Rhône appelé Excellence. En 2007, l'équipe réserve est sacré en Promotion Excellence, deuxième division départementale. Au milieu des années 2010, l'équipe trois du club remporte sa poule de D4 puis D3.
- Ligue honneur - Rhône-Alpes
  - Champion : 2012-13
- Championnat du Rhône - Excellence
  - Champion : 2002-03 et 2004-05
- Championnat du Rhône D2 - Promotion Excellence
  - Champion : 2006-07 poule B rés.
- Championnat du Rhône D3 - 1re division
  - Champion : 2015-16 poule A 2e rés.
- Championnat du Rhône D4 - 2e division
  - Champion : 2014-15 poule B 2e rés.

### Bilan par saison
| Saison                  | Championnat                    | Championnat | Championnat | Championnat | Championnat | Championnat | Championnat | Championnat | Championnat | Championnat | Coupe de France         |
| Saison                  | Division                       | Place       | Pts         | MJ          | V           | N           | D           | Bp          | Bc          | diff.       | Coupe de France         |
| ----------------------- | ------------------------------ | ----------- | ----------- | ----------- | ----------- | ----------- | ----------- | ----------- | ----------- | ----------- | ----------------------- |
| Étoile du Moulin à Vent |                                |             |             |             |             |             |             |             |             |             |                         |
| 2002-2003               | Excellence départemental       | 1er         |             |             |             |             |             |             |             |             |                         |
| 2003-2004               |                                |             |             |             |             |             |             |             |             |             |                         |
| 2004-2005               | Excellence départemental       | 1er         |             |             |             |             |             |             |             |             |                         |
| 2005-2006               |                                |             |             |             |             |             |             |             |             |             |                         |
| 2006-2007               |                                |             |             |             |             |             |             |             |             |             |                         |
| 2007-2008               | Challenge national - grp. B    | 4e/9        | 24 pts      | 8           | 5           | 1           | 2           | 43          | 31          | +12         | ?                       |
| 2008-2009               | Challenge national - grp. E    | 2e/7        | 21 pts      | 6           | 5           | 0           | 1           | 40          | 21          | +19         | Demi-finales nationales |
| 2009-2010               | Championnat de France - grp. B | 6e/12       | 51 pts      | 22          | 9           | 2           | 11          | 125         | 104         | +21         | phase inter-régionale   |
| Rhône Futsal Espoir     |                                |             |             |             |             |             |             |             |             |             |                         |
| 2010-2011               | Championnat de France - grp. B | 6e/12       | 59 pts      | 22          | 12          | 1           | 9           | 125         | 113         | +12         | ?                       |
| 2011-2012               | Championnat de France - grp. B | 11e/14      | 53 pts      | 26          | 8           | 3           | 15          | 109         | 151         | -42         | ?                       |
| Lyon Moulin à vent      |                                |             |             |             |             |             |             |             |             |             |                         |
| 2012-2013               | Ligue honneur régionale        |             |             |             |             |             |             |             |             |             | 32e de finale           |
| 2013-2014               | Division 2 - grp. B            | 4e/9        | 38 pts      | 16          | 6           | 4           | 6           | 67          | 68          | -1          | 16e de finale           |
| 2014-2015               | Division 2 - grp. B            | 7e/10       | 41 pts      | 18          | 7           | 2           | 9           | 81          | 82          | -1          | 8e de finale            |
| 2015-2016               | Division 2 - grp. B            | 10e/10      | 27 pts      | 18          | 2           | 3           | 13          | 48          | 102         | -54         | finale régionale        |
| 2016-2017               | Ligue honneur régionale        |             |             |             |             |             |             |             |             |             |                         |
| 2017-2018               | Ligue honneur régionale        |             |             |             |             |             |             |             |             |             |                         |
| 2018-2019               | départemental                  |             |             |             |             |             |             |             |             |             |                         |

## Structure du club

### Statut du club et des joueurs
Le Lyon Moulin à Vent Futsal est une association loi de 1901 affiliée à la Fédération française de football, qui régit le futsal en France, sous le numéro 550461. Le club réfère à ses antennes délocalisées : la Ligue régionale Auvergne-Rhône-Alpes et le District départemental de Lyon/Rhône.
Les joueurs ont soit un statut bénévole, amateur ou de semi-professionnel sous contrat fédéral.

### Identité et image
En mai 2009, l'association loi de 1901 nommée « Étoile du Moulin à Vent » dont l'objet est dit de « promouvoir la pratique et le développement du futsal », change de nom pour devenir « Lyon Futsal Moulin à Vent ».
En février 2012, le RFE évolue en maillot jaune et bas noirs, comme l’Étoile du Moulin à Vent en 2007.

## Personnalités
Arnaud D'Anchise est président et Mourad Skimani entraîneur[Quand ?] avant de tous deux partir au Lyon Footzik Futsal[réf. nécessaire].
En février 2010, Bouchaib El Anyaoui est l'entraîner de l'équipe en Championnat de France.
Durant la saison 2015-2016 en Division 2, l'équipe change d'entraîneur durant la saison. Ramzi[Qui ?] reprend l'équipe mais ne peut éviter la relégation.

## Autres équipes
Durant les premières années, le club est exclusivement consacré à la catégorie senior. En 2013, le club s’engage dans une politique de développement du futsal pour les jeunes en créant son académie. 
Au terme de la saison 2015-2016, alors que l'équipe fanion est reléguée de Division 2 nationale, l'équipe réserve se maintient en division Excellence du District départemental du Rhône (plus haut niveau départemental). La troisième équipe senior obtient sa montée en Promotion d'Excellence (deuxième division départementale) et l'équipe quatre se maintient en quatrième division du Rhône. Cette saison 2015-2016 voit aussi la création de sections loisirs masculines, féminines et féminines compétition. Cette dernière atteint d'ailleurs les demi finales de la Coupe du Rhône .
Pour la saison 2017-2018, sur sa page Facebook, le Lyon Moulin à Vent Futsal dit recruter des joueurs pour ses trois équipes senior évoluant en Ligue Honneur de la Ligue Rhône-Alpes de football, ainsi qu'en Excellence et Promotion Excellence du District du Rhône.
Pour la saison 2022-2023, le club n'engage pas d'équipe senior mais par contre deux équipes U18 et trois équipes U15.